# Bobby geht nach Hause
Bobby geht nach Hause ist ein Jump-’n’-Run-Videospiel für das Atari 2600, das von dem taiwanischen Entwicklerstudio Bit Corp im Jahr 1983 in Europa veröffentlicht wurde. Das Spiel wurde in Deutschland ausschließlich über das Versandhaus Quelle vertrieben. Der Name des Spiels wurde von Quelle mehrmals zwischen Bobby geht nach Hause, dem ersten Titel, und Bobby geht Heim gewechselt. Im englischen Sprachraum erschien das Spiel von diversen Entwicklerstudios als Bobby is Going Home. Das ursprüngliche Spiel stammt vom Entwicklerstudio Dynamics und heißt Jumping Jack.

## Spielprinzip
Bobby will nach Hause. Dabei muss der Spieler die Spielfigur gekonnt über Flüsse und Teiche springen lassen, Fledermäusen, Vögeln und Hühnern ausweichen und Bobby sicher daheim ankommen lassen. Das Spiel ist in mehrere Level aufgeteilt, wobei der Spieler in jedem Level vom linken zum rechten Bildschirmrand kommen muss. Nachdem Bobby zu Hause angekommen ist, startet das Spiel neu. Die Level sind dabei allesamt zufallsgeneriert.